# Ту-214СР
Ту-214СР — самолёт-ретранслятор, созданный на базе обычного пассажирского Ту-214, который был разработан специально для администрации президента РФ.
В отличие от базовой модели, Ту-214СР оснащён радиотехническим комплексом, системами энергоснабжения и дополнительными топливными баками, благодаря которым дальность его полёта увеличена до 10 тыс. километров.

## Особенности модификации самолёта
Внешне Ту-214СР отличается от обычного Ту-214 наличием обтекателя антенн в верхней части фюзеляжа.
Самолёты-ретрансляторы Ту-214СР создаются путём доработки базового самолёта Ту-214 и установки на них бортовых радиотехнических комплексов связи (БРТКС), основной из которых — ретрансляционный самолётный узел связи ССУ-214М разработки АО «МНИИРС».
Электропитание самолёта усилено, добавлены четыре генератора, поскольку борт насыщен приборами и агрегатами.
Самолёт вмещает 72 человека, имеет дополнительные системы энергоснабжения, пилотируется не тремя, как на «классике», а четырьмя лётчиками, дальность полёта увеличена с 7 до 10 тысяч километров (за счёт установки дополнительных топливных баков).
Количество пассажирских мест, оборудованных привязными ремнями — 72, включая места для сменного экипажа (в первых самолётах Ту-214СР было только 61 место).

## Специальное оборудование самолёта
Ту-214СР оснащён радиотехническим комплексом, обеспечивающим через спутниковые системы связь с наземными объектами и другими воздушными судами. Руководители РФ пользуются радиорелейной связью, однако такая связь работает только в пределах прямой видимости, поэтому для неё нужна система наземных радиостанций, самолётов-ретрансляторов и спутников.
Ту-214СР предназначен для полётов в северные районы, где проблематично использовать спутники связи над экватором.
Неоспоримое преимущество такой системы — её высокая защищённость. Зашифрованная информация идет короткими импульсами, на разных частотах и с высоким качеством. В отличие от обычной радиосвязи, информацию, переданную радиорелейными комплексами, очень сложно перехватить, а также установить точки её отправления и приёма. Несмотря на дороговизну подобной системы, она обеспечивает максимально высокие требования секретности.
Комплексы спецсвязи изготовлены Омским производственным объединением «Радиозавод им. А. С. Попова».
Внутренняя планировка самолёта также претерпела ряд изменений. Вместо привычных рядов кресел - сплошные двери и перегородки. За кабиной пилотов расположен салон на 12 персон для охраны. Далее — три глухих отсека для операторов и начальника узла спецсвязи. За ними расположены два пассажирских салона для так называемой передовой группы и журналистов.

## Эксплуатация самолёта
Первый полёт Ту-214СР с бортовым номером RA-64515 состоялся 27 апреля 2008 года, 10 декабря того же года взлетел второй борт — RA-64516, а 1 июня 2009 года две машины в торжественной обстановке были переданы Управлению делами президента РФ.
Новые Ту-214СР пришли на смену устаревшим ретрансляторам на базе самолётов Ил-18, которые эксплуатировались спецотрядом более 40 лет.

## Эксплуатанты
- ВВС РФ: 4 Ту-214СР[3]